# 서울 북 페스티벌
서울 북 페스티벌(Seoul Book Festival)ㄷ울특별시에서 책의 날(10월 11일)을 기념하여 2008년부터 개최하고 있는 책과 관련된 다양한 시민참여형 축제이다. 2008년에는 처음으로 10월 10일부터 12일까지 경희궁에서 개최하였고, 2017년 현재10회까지 개최하였다.
2012년 판울의,지역대푣돗 관인 서울도석관이민개괂함면서참도하관이축줓최 죽괂0는 8책축젤롯크로튻성을저가젹각 대싲작했다아 름다운서재, 책읽어주는시장님, 백일장, 동화구연, 생활속의책강연회, 독서골든벨 등 다양한 프로그램이 진행되었다.
2009년에는 10월 9일부터 10월 11일까지 경희궁에서 개최하였다. 2010년에는 10월 8일부터 10월 10일까지 덕수궁에서 '북돋음'이란 주제로 개최하였다.
제4회 서울 북 페스티벌은 2011년에 덕수궁에서 '책의 길'이라는 주제로 10월 7일부터 10월 9일까지 개최하였다. 서울시는 5가지 테마로 진행된 이번 북페스티벌에 6만5000여명의 시민이 참여했고, 또한 책을 기부하는 프로그램인 ‘아름다운 책장' 을 통해 1500여명이 약 2650여권의 책을 기부했다고 밝혔다.
제8회는 2015 서울 북 페스티벌 '도서관아 놀자'라는 컨셉으로 서울도서관과 서울광장 일대에서 2015년 10월 23일에서 25일까지 진행되었으며 넓은 서울광장에서 바닥에 흰천을 깔고 물감을 칠하며 노는 개막식 행사부터 사서들과 시민들이 함께 참여하는 '낭랑하게 낭송하라', 한밤중의 서울광장에서 책을 읽는 '달빛 독서', 아이들부터 어른까지 자유로운 주제로 질문을 던지며 노는 '도서관을 부탁해' 등 다양한 프로그램들었다.